# Фонд військового квартирування

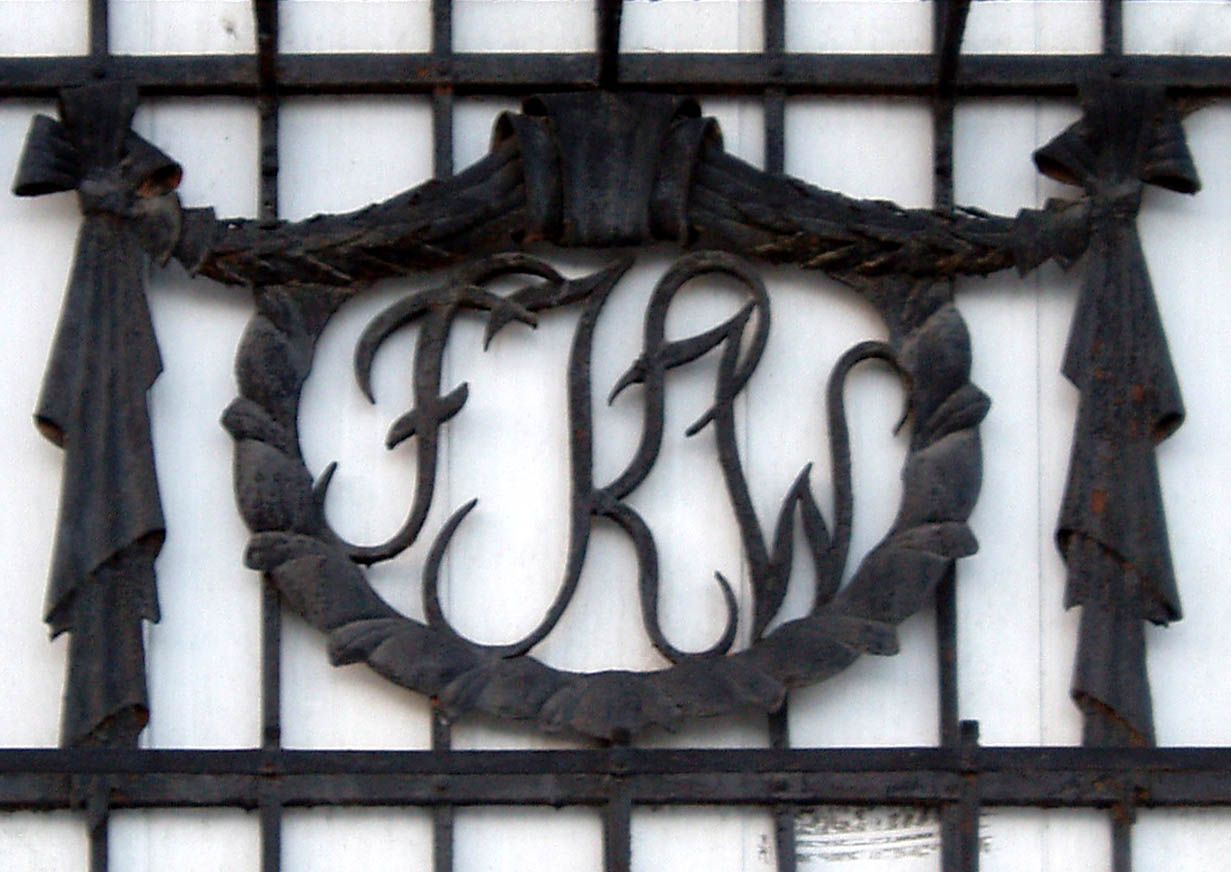
Логотип «FKW» на балконі будинку № 42 на вул. Городоцькій у Львові

Фонд військо́вого квартирува́ння (пол. Fundusz Kwaterunku Wojskowego, FKW) — установа, що діяла у Польщі міжвоєнного періоду. Утворена 1927 року рішенням міністра оборони Юзефа Пілсудського, на підставі закону від 15 липня 1925. Фонд займався спорудженням житла для військовослужбовців на придбаних земельних ділянках, або подарованих місцевими гмінами чи наданих Міністерством військових справ. Після утворення фонд отримав низку незавершених об'єктів, розпочатих раніше міністерством. Для обрання найоптимальніших проектів неодноразово проводив архітектурні конкурси. Споруджені будинки ставали власністю міністерства, а орендна платня перераховувалась фондові. Обслуговування та ремонт виконувалися за діючою схемою, передбаченою законом. У разі ліквідації, згідно зі статутом усе майно фонду мало перейти до державної скарбниці. Для прискорення будівництва 1928 року фонд взяв позику розміром 20 млн злотих у Банку господарства крайового. Деталі своєї діяльності фонд регулярно висвітлював у загальнопольській пресі та регіональній (за місцем спорудження конкретних об'єктів). Протягом свого існування фонд тричі публікував звіти окремими збірками зі статистикою, даними про авторів, проектами та фотографіями великої кількості реалізованих споруд. У листопаді 1933 року фонд взяв участь у варшавській виставці військового будівництва. Для його потреб було виділено окрему залу (оформлення архітектора Тадеуша Гроновського).
Головою фонду був міністр оборони. Окрім нього до складу правління входили два делегати Міністерства військових справ і по одному делегатові від Міністерства фінансів, Міністерства публічних робіт, Міністерства внутрішніх справ, делегат від Сейму (але не депутат), делегат від міської ради Варшави. Від імені правління виступати міг голова фонду, або делегат Міністерства фінансів. Виконавчим органом була відповідна «дирекція». В рамках фонду діяла ревізійна комісія, уповноважена контролювати видатки і якість будівельних робіт. Діяльність фонду підлягала також контролю зі сторони Вищої державної ревізійної палати, а також Корпусу контролерів Міністерства військових справ. Працівники фонду не мали статусу державних службовців.

## Будинки, споруджені коштом фонду
Варшава

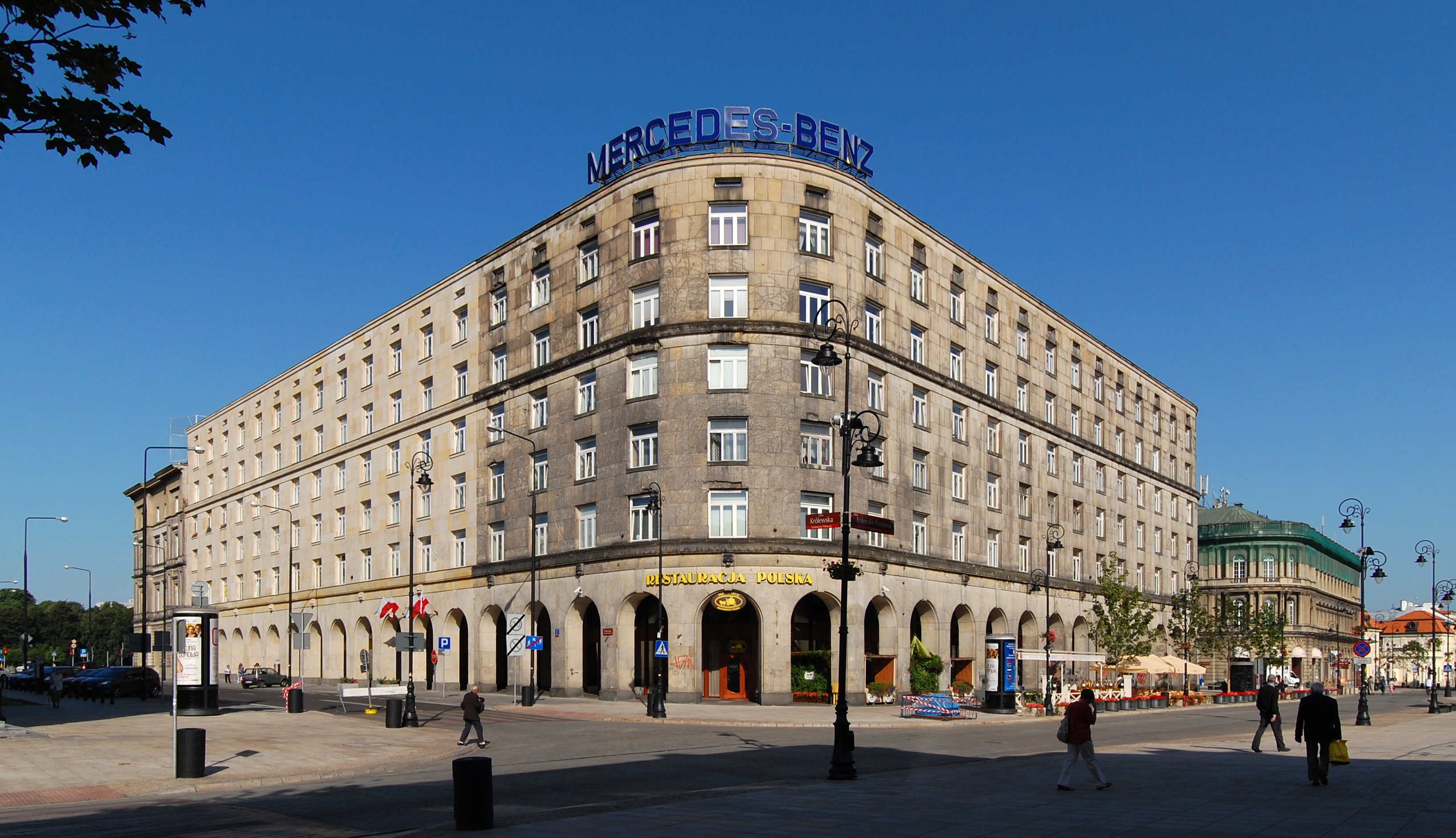
Дім № 11 на вул. Краківське передмістя у Варшаві

- Серія будинків у місцевості «Прага» на вулицях Торговій і Ратушовій. Архітектор Чеслав Пшибильський, виконала фірма «Budopol».
- Будинок для офіцерів на вулиці Черняковській, 153а. Архітектор Казимир Толлочко, споруджувала фірма «Inż. Szydłowski i S-ka».
- Будинок для підофіцерів у місцевості «Прага» на 40 родин. Архітектор Юліан Дзержановський, споруджувала фірма «Inż. Jan Weber».
- Будинок для офіцерів на вулиці Кошиковій. 1931–1933 роки. Архітектор Юзеф Янковський і Ромуальд Гутт[2].
- Будинок для підофіцерів на вулиці 29 листопада, збудований до 1933 року. Архітектор Казимир Толлочко.
- Будинок для підофіцерів на вулиці Рафала Краєвського, збудований у 1931–1932 роках. Архітектори Ромуальд Гутт і Юзеф Янковський.
- Будинок для підофіцерів на вулиці Вісньовій, збудований у 1931—1932 роках. Архітектори Ромуальд Гутт і Юзеф Янковський.
- Будинок для офіцерів у місцевості Окенцє під Варшавою. Збудований у 1932—1933 роках. Архітектор Леопольд Торунь[3].
- Будинок для офіцерів на вулиці Інженерській, збудований 1933 року. Архітектор Казимир Толлочко.
- Будинок на вулиці Краківське передмістя, 11. Проєкт Чеслава Пшибильського обрано на закритому конкурсі, в якому взяли участь також Антоній Яворницький, Ромуальд Гутт, Здислав Монченський, Едгар Норверт, Богдан Пневський, Рудольф Сверчинський, Казимир Толлочко[4].

Гдиня
- Будинки в місцевості Оксивє. Архітектор Мар'ян Лялевич.

Івано-Франківськ
- Житловий будинок. Архітектори Богдан Лахерт, Юзеф Шанайца, Володимир Вінклер[5].

Ковель
- Низка житлових будинків, збудованих у 1930-х. Архітектори Богдан Лахерт, Юзеф Шанайца, Володимир Вінклер[5].

Коломия
- Кілька житлових будинків, споруджених у 1933—1934 роках. Архітектор Іван Багенський[6].

Львів

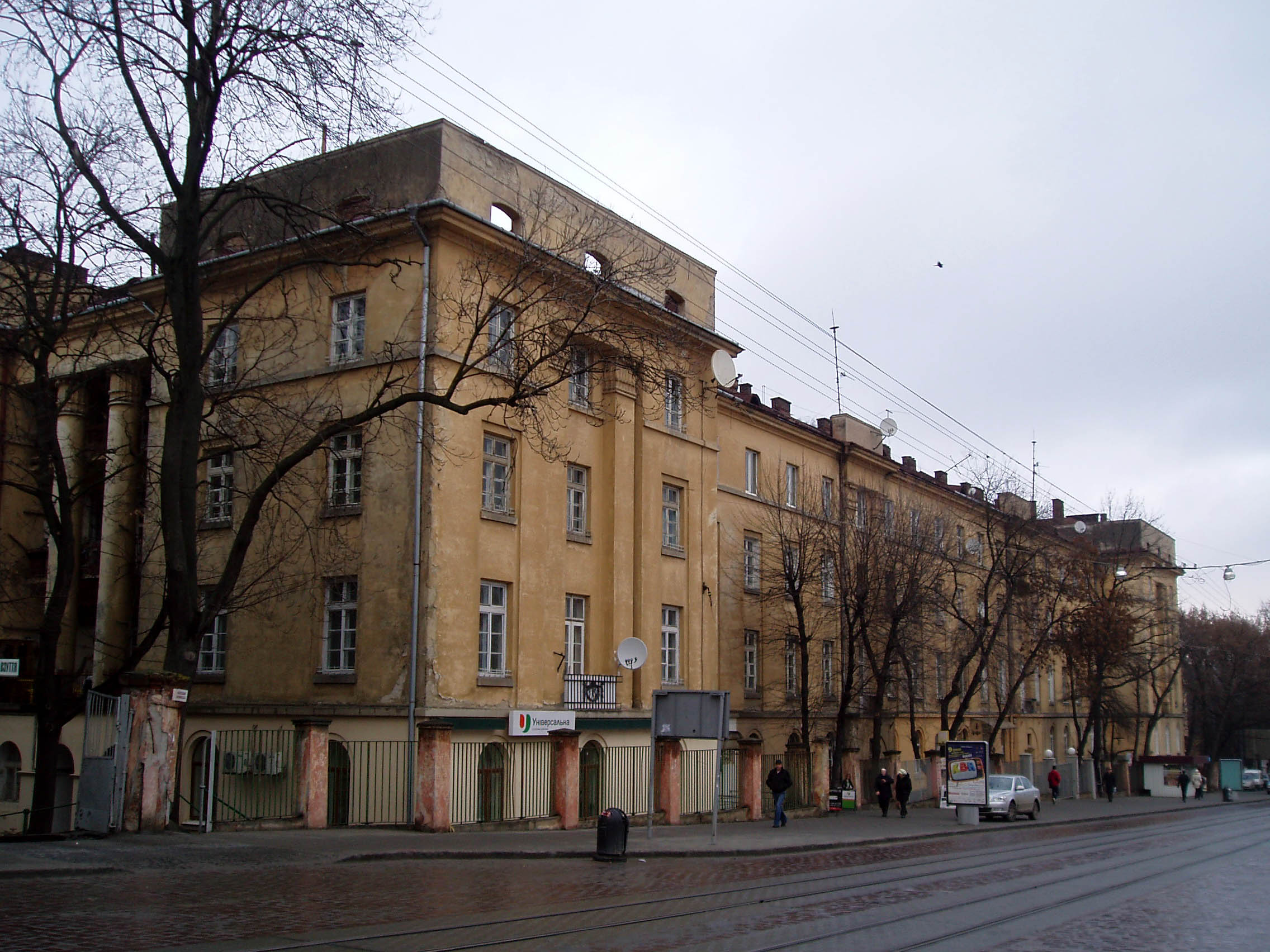
Дім № 42 на вулиці Городоцькій у Львові

- Житловий будинок на вулиці Городоцькій, 42. Архітектор Рудольф Індрух.
- Комплекс з трьох будинків на вулиці Городоцькій, 276, 278, 280. Архітектори Тадей Обмінський, В. Лімбергер. Споруджували фірми Петра Тарнавецького та Юзефа Закшевського[7].
- Будинок на вулиці Руставелі, 30. Архітектори Мар'ян Нікодемович, Вільгельм Савчик. Проєкт обрано на конкурсі. Споруджувала фірма Мечислава Штадлера.
- Житловий будинок для офіцерів на 56 родин на нинішній вулиці Бортнянського, 34. Архітектор Стефан Брила, споруджувала фірма «Inż. Landau».

Люблін
- Житловий будинок для офіцерів на 32 родини. Архітектор Кароль Гечко, споруджувала фірма «Arch. Singer» з Кракова.

Радом
- Дім офіцерський на 12 родин. Архітектор Тадей Обмінський.
- Дім на 18 родин. Архітектор Бруно Зборовський, Александер Сигетинський, споруджувала фірма «Pion».

Торунь
- Будинок для офіцерів на площі Святої Катерини. Архітектор Леопольд Торунь.

Холм
- Житловий будинок на 16 родин. Архітектори Тадей Обмінський, Артур Коритковський, споруджувала фірма «Paszkowski i Próchnicki» з Варшави.